# Lophodermium mangiferae
Lophodermium mangiferae är en svampart som beskrevs av Koord. 1907. Lophodermium mangiferae ingår i släktet Lophodermium och familjen Rhytismataceae.   Inga underarter finns listade i Catalogue of Life.